# Busa (peuple)
Pour les articles homonymes, voir Busa.
Les Busa sont une population mandingue d'Afrique de l'Ouest vivant principalement à l'ouest du Nigeria, dans les États de Kwara, Kebbi et Niger, également à l'est du Bénin dans le département de Alibori et Borgou.

## Ethnonymie
Selon les sources et le contexte, on observe des formes multiples : Bisagwe, Bisano, Bisa, Bisas, Bisaya, Biso, Bokobaru, Boko, Bousa, 
Boussa, Busa-Bisa, Busagwe, Busang, Busano, Busas, Busawa, Bussanchi, Bussangi, Bussang, Bussa, Bussawa, Zugweya.

## Langue
Leur langue est le busa, une langue mandée, dont le nombre de locuteurs au Nigeria était estimé à 40 000 en 2005.